# دونرسباخوالد
دونرسباخوالد (به آلمانی: Donnersbachwald) یک منطقهٔ مسکونی در اتریش است که در ناحیه لیتسن واقع شده‌است. دونرسباخوالد ۱۱۴٫۲۹ کیلومتر مربع مساحت دارد ۱٬۰۰۰ متر بالاتر از سطح دریا واقع شده‌است.